# 多洛雷斯 (貝登省)
多洛雷斯（西班牙語：Dolores）是危地馬拉的城鎮，位於該國東北部，由貝登省負責管轄，面積3,050平方公里，海拔高度413米，2002年人口32,404，人口密度每平方公里10.62人。
16°30′51″N 89°24′57″W / 16.5142°N 89.4158°W